# 東宝の映画作品の一覧
東宝の映画作品の一覧（とうほうのえいがさくひんのいちらん）は、東宝が製作、または、配給した映画の一覧である。

## 1930年代
- 人情紙風船
- 妻よ薔薇のやうに
- エノケンのちゃっきり金太
- 白蘭の歌
- 燃ゆる大空
- 東京ラプソディ

## 1940年代
- 支那の夜
- 熱砂の誓ひ
- ハワイ・マレー沖海戦
- 加藤隼戦闘隊
- 雷撃隊出動
- 姿三四郎
- 銀嶺の果て
- 青い山脈

## 1950年代
- めし
- 山の音
- 七人の侍
- ゴジラ
- 透明人間
- 獣人雪男
- ゴジラの逆襲
- 浮雲
- 流れる
- 空の大怪獣 ラドン
- 地球防衛軍
- 美女と液体人間
- 大怪獣バラン
- サザエさん
- 隠し砦の三悪人
- 独立愚連隊
- 日本誕生
- 宇宙大戦争

## 1960年代
- 昭和ゴジラシリーズ - 60年代はキングコング対ゴジラを始めとする8作品
- 若大将シリーズ
- ハワイ・ミッドウェイ大海空戦 太平洋の嵐
- 黒い画集 あるサラリーマンの証言
- 電送人間
- ガス人間第一号
- モスラ
- 世界大戦争
- 真紅の男
- 名もなく貧しく美しく
- 用心棒
- 椿三十郎
- 小早川家の秋
- 忠臣蔵 花の巻・雪の巻
- ニッポン無責任時代
- 妖星ゴラス
- コント55号主演映画
- マタンゴ
- 怪談
- 東京オリンピック
- 赤ひげ
- われ一粒の麦なれど
- 甘い汗
- 海底軍艦
- 他人の顔
- 宇宙大怪獣ドゴラ
- 首
- けものみち
- 太平記
- フランケンシュタイン対地底怪獣
- フランケンシュタインの怪獣 サンダ対ガイラ
- キングコングの逆襲
- 長篇怪獣映画ウルトラマン
- 殺人狂時代 - 東宝始まって以来の最低記録の作品。
- 日本のいちばん長い日
- なつかしき笛や太鼓
- 女の中にいる他人
- 乱れ雲
- 日本海大海戦
- 緯度0大作戦
- クレージーキャッツ主演映画
- 国際秘密警察シリーズ
- 太平洋奇跡の作戦 キスカ
- 東宝チャンピオンまつりシリーズ

## 1970年代
- 忍風カムイ外伝 月日貝の巻
- ウルトラシリーズ - 『帰ってきたウルトラマン』と『ウルトラマンタロウ』の再編集作品
- 昭和ゴジラシリーズ - 70年代は『ゴジラ対ヘドラ』を始めとする5作品
- 日本沈没
- 人間革命
- 華麗なる一族
- ノストラダムスの大予言
- エスパイ
- 東京湾炎上
- 狼の紋章
- 青春の門
- 若い人
- 青年の樹
- 八甲田山
- HOUSE ハウス
- 火の鳥 - 東宝特撮映画では珍しく、アニメと実写を合成した作品。
- 石坂浩二の金田一耕助シリーズ
- ブラックジャック 瞳の中の訪問者
- 太陽を盗んだ男
- 山口百恵・三浦友和ゴールデンコンビの作品シリーズ
- ピンク・レディーの活動大写真
- ルパン三世 - 『念力珍作戦』、『ベネチア超特急』、『ルパン三世(1978年の映画)』、『ルパン三世 カリオストロの城』の3作
- 赤頭巾ちゃん気をつけて
- 忍ぶ川

## 1980年代
- きまぐれオレンジ☆ロード
  - あの日にかえりたい
- ドラえもんを中心とする藤子不二雄アニメ - 2021年現在も継続。40作品以上
- 刑事物語シリーズ1〜5/武田鉄矢
- 薬師丸ひろ子/角川映画
- 松田聖子シリーズ
- おニャン子クラブ/フジサンケイグループ
- とんねるず
- 吉川晃司シリーズ

### 1980年
- 影武者
- 地震列島

### 1981年
- じゃりン子チエ
- 連合艦隊

### 1982年
- オズの魔法使い
- テクノポリス21C

### 1983年
- 小説吉田学校

### 1984年
- 零戦燃ゆ
- うる星やつら2 ビューティフル・ドリーマー
- ゴジラ
- さよならジュピター
- F2グランプリ

### 1985年
- 乱 (映画)
- ルパン三世 バビロンの黄金伝説
- ビルマの竪琴 - フジテレビから配給委託

### 1986年
- アリオン
- プルシアンブルーの肖像
- 恋する女たち

### 1987年
- 竹取物語 - フジテレビと共同制作
- ハワイアン・ドリーム
- ルパン三世 風魔一族の陰謀 - OVAの劇場公開、ルパンの声を古川登志夫が務めるなどキャストが一新されている。
- 首都消失
- マルサの女
- 「さよなら」の女たち
- いとしのエリー

### 1988年
- AKIRA
- いこかもどろか - セントラル・アーツ、TBSから配給委託
- ぼくらの七日間戦争
- マルサの女2

### 1989年
- ゴジラvsビオランテ
- 満月のくちづけ
- どっちにするの。
- サンリオアニメフェスティバル#第1回
- ガンヘッド
- マイフェニックス

## 1990年
- Mr.レディー 夜明けのシンデレラ
- ZIPANG
- ドラえもん のび太とアニマル惑星
- 香港パラダイス
- 走れ!白いオオカミ (同時上映は「リトル・ポーラベア〜しろくまくん、どこへ」)
- あげまん
- 遥かなる甲子園
- タスマニア物語
- 第2回サンリオアニメフェスティバル
- 少年時代
- 「エイジ」 (同時上映は「愛と剣のキャメロット まんが家マリナ タイムスリップ事件」)
- 稲村ジェーン
- スパイゲーム
- 式部物語
- 白い手
- 流転の海
- どっちもどっち
- 魔物ハンター 妖子 (同時上映は「超音戦士ボーグマン LOVERS RAIN」)
- ちびまる子ちゃん
- 山田ババアに花束を (同時上映は「スキ!」)

## 1991年
- 大誘拐 RAINBOW KIDS
- !［ai-ou］
- ドラえもん のび太のドラビアンナイト
- 仔鹿物語
- ストロベリーロード
- おいしい結婚
- 咬みつきたい
- 就職戦線異状なし
- ふしぎの海のナディア (同時上映は「電影少女 -VIDEO GIRL AI-」)
- 第3回サンリオアニメフェスティバル
- おもひでぽろぽろ
- ペンタの空
- 波の数だけ抱きしめて
- あの夏、いちばん静かな海。
- 超少女REIKO
- MISTY
- 月光のピアス ユメミと銀のバラ騎士団 (同時上映は「有閑倶楽部 香港より愛をこめて」)
- ゴジラvsキングギドラ

## 1992年
- シコふんじゃった。
- 夜逃げ屋本舗
- いつかどこかで
- ドラえもん のび太と雲の王国
- 奇跡の山 さよなら、名犬平治
- ミンボーの女
- 橋のない川
- 濹東綺譚 (ATGとの共同配給) (R)
- おろしや国酔夢譚
- 紅の豚
- 未来の想い出 Last Christmas
- 課長島耕作
- 勝利者たち
- エンジェル 僕の歌は君の歌
- ゴジラvsモスラ
- ちびまる子ちゃん わたしの好きな歌

## 1993年
- ナースコール
- ドラえもん のび太とブリキの迷宮
- 第1回欽ちゃんのシネマジャック
- まあだだよ
- 国会へ行こう!
- 夜逃げ屋本舗2
- 大病人
- 水の旅人 侍KIDS
- クレヨンしんちゃん アクション仮面VSハイグレ魔王
- 卒業旅行 ニホンから来ました
- 虹の橋
- 高校教師
- 教祖誕生
- 帰って来た木枯し紋次郎
- ゴジラvsメカゴジラ
- 銀河英雄伝説 新たなる戦いの序曲

## 1994年
- ラストソング
- 免許がない!
- ドラえもん のび太と夢幻三剣士
- 幽☆遊☆白書 冥界死闘篇 炎の絆
- クレヨンしんちゃん ブリブリ王国の秘宝
- とられてたまるか!?
- Jリーグを100倍楽しく見る方法!!
- ヤマトタケル
- 平成狸合戦ぽんぽこ
- ヒーローインタビュー
- 第2回欽ちゃんのシネマジャック
- 四十七人の刺客
- 居酒屋ゆうれい
- NIGHT HEAD
- ゴジラvsスペースゴジラ
- 家なき子

## 1995年
- 平成無責任一家 東京デラックス
- 四姉妹物語
- 大夜逃 夜逃げ屋本舗3
- ドラえもん のび太の創世日記
- ガメラ 大怪獣空中決戦
- クレヨンしんちゃん 雲黒斎の野望
- ルパン三世 くたばれ!ノストラダムス
- ひめゆりの塔
- 【es】 Mr.Children in FILM
- 深い河
- 学校の怪談
- 耳をすませば
- 東京裁判[1]
- アンネの日記
- 静かな生活
- あした
- キャンプで逢いましょう
- バースデイプレゼント
- ゴジラvsデストロイア
- ゲレンデがとけるほど恋したい。
- 渚のシンドバッド

## 1996年
- Shall we ダンス?
- ドラえもん のび太と銀河超特急
- (ハル)
- クレヨンしんちゃん ヘンダーランドの大冒険
- ルパン三世 DEAD OR ALIVE
- 7月7日、晴れ
- ぼくは勉強ができない
- スーパーの女
- ガメラ2 レギオン襲来
- 学校の怪談2
- ACRI
- 新・居酒屋ゆうれい
- 八つ墓村
- 新きまぐれオレンジ☆ロード そして、あの夏のはじまり
- モスラ

## 1997年
- パラサイト・イヴ
- ひみつの花園
- ドラえもん のび太のねじ巻き都市冒険記
- 機関車先生
- クレヨンしんちゃん 暗黒タマタマ大追跡
- 名探偵コナン 時計じかけの摩天楼
- 恋は舞い降りた。
- 香港大夜総会 タッチ&マギー
- 誘拐
- もののけ姫
- 学校の怪談3
- CAT'S EYE キャッツ・アイ (同時上映は「シャ乱Qの演歌の花道」)
- マルタイの女
- 東京日和
- ラヂオの時間
- マグニチュード 明日への架け橋
- 金田一少年の事件簿 上海魚人伝説
- モスラ2 海底の大決戦

## 1998年
- リング
- らせん
- ドラえもん のび太の南海大冒険
- クレヨンしんちゃん 電撃!ブタのヒヅメ大作戦
- 名探偵コナン 14番目の標的
- 卓球温泉
- 絆 -きずな-
- GODZILLA
- 劇場版ポケットモンスター ミュウツーの逆襲
- スプリガン
- 愛を乞うひと
- ベル・エポック
- 踊る大捜査線 THE MOVIE
- モスラ3 キングギドラ来襲

## 1999年
- のど自慢 (シネカノンとの共同配給)
- リング2
- 死国
- ドラえもん のび太の宇宙漂流記
- ガメラ3 邪神覚醒
- 虹の岬
- 名探偵コナン 世紀末の魔術師
- クレヨンしんちゃん 爆発!温泉わくわく大決戦
- ビッグ・ショー! ハワイに唄えば
- 催眠
- カラオケ
- 学校の怪談4
- 劇場版ポケットモンスター 幻のポケモン ルギア爆誕
- メッセンジャー
- 双生児 (PG-12)
- 秘密
- 梟の城
- サラリーマン金太郎
- ゴジラ2000 ミレニアム
- こちら葛飾区亀有公園前派出所 THE MOVIE

## 2000年
- 雨あがる (アスミック・エース エンタテインメントとの共同配給)
- リング0 バースデイ (PG-12)
- ISOLA 多重人格少女
- ドラえもん のび太の太陽王伝説
- ケイゾク/映画 Beautiful Dreamer
- 名探偵コナン 瞳の中の暗殺者
- クレヨンしんちゃん 嵐を呼ぶジャングル
- 川の流れのように
- PRINCESS MONONOKE <もののけ姫 英語吹替・日本語字幕スーパー版>
- どら平太
- クロスファイア
- 劇場版ポケットモンスター 結晶塔の帝王 ENTEI
- ジュブナイル
- ホワイトアウト
- 五条霊戦記 GOJOE
- 世にも奇妙な物語 映画の特別編
- 漂流街 THE HAZARD CITY
- ゴジラ×メガギラス G消滅作戦

## 2001年
- 狗神 INUGAMI (R-15)
- 弟切草 (PG-12)
- 回路
- ドラえもん のび太と翼の勇者たち
- サトラレ TRIBUTE to a SAD GENIUS
- 名探偵コナン 天国へのカウントダウン
- クレヨンしんちゃん 嵐を呼ぶ モーレツ!オトナ帝国の逆襲
- ムルデカ17805
- メトロポリス
- みんなのいえ
- 劇場版ポケットモンスター セレビィ 時を超えた遭遇
- 千と千尋の神隠し
- 大河の一滴
- ウォーターボーイズ
- 陰陽師
- プラトニック・セックス (R-15)
- 冷静と情熱のあいだ
- かあちゃん
- 犬夜叉 時代を越える想い
- ゴジラ・モスラ・キングギドラ 大怪獣総攻撃 (同時上映は「劇場版 とっとこハム太郎 ハムハムランド大冒険」)

## 2002年
- 仄暗い水の底から
- SEOUL ソウル
- 助太刀屋助六
- ドラえもん のび太とロボット王国
- パルムの樹
- ミスター・ルーキー
- 名探偵コナン ベイカー街の亡霊
- クレヨンしんちゃん 嵐を呼ぶ アッパレ!戦国大合戦
- ナースのお仕事 ザ・ムービー
- 模倣犯
- 劇場版ポケットモンスター 水の都の護神 ラティアスとラティオス
- 猫の恩返し
- 爆転シュート ベイブレード THE MOVIE 激闘!!タカオVS大地 (同時上映は「劇場版サルゲッチュ 黄金のピポヘル・ウッキーバトル」)
- リターナー
- 竜馬の妻とその夫と愛人
- 阿弥陀堂だより (アスミック・エースとの共同配給)
- 明日があるさ THE MOVIE
- マッスルヒート
- TRICK 劇場版
- ゴジラ×メカゴジラ (同時上映は「劇場版 とっとこハム太郎 ハムハムハムージャ! 幻のプリンセス」)
- 犬夜叉 鏡の中の夢幻城

## 2003年
- 黄泉がえり
- ラヴァーズ・キス (配給協力)
- 13階段
- 船を降りたら彼女の島 (配給協力)
- ドラえもん のび太とふしぎ風使い
- 青の炎
- 卒業
- 星に願いを。
- 名探偵コナン 迷宮の十字路
- クレヨンしんちゃん 嵐を呼ぶ栄光のヤキニクロード
- あずみ (日本ヘラルド映画が配給協力) (PG-12)
- マナに抱かれて
- スパイ・ゾルゲ
- 踊る大捜査線 THE MOVIE 2 レインボーブリッジを封鎖せよ!
- 劇場版ポケットモンスター アドバンスジェネレーション 七夜の願い星 ジラーチ
- ドラゴンヘッド
- ロボコン
- 陰陽師II
- 巌流島 -GANRYUJIMA-
- 阿修羅のごとく
- g@me.
- ゴジラ×モスラ×メカゴジラ 東京SOS (同時上映は「劇場版 とっとこハム太郎 ハムハムグランプリン オーロラ谷の奇跡 リボンちゃん危機一髪!」)
- 犬夜叉 天下覇道の剣
- こちら葛飾区亀有公園前派出所 THE MOVIE2 UFO襲来! トルネード大作戦!!
- 踊る大捜査線 BAYSIDE SHAKEDOWN 2

## 2004年
- 解夏
- 着信アリ
- 赤い月 (PG-12)
- 嗤う伊右衛門(PG-12)
- ドラえもん のび太のワンニャン時空伝
- イノセンス
- 花とアリス
- 名探偵コナン 銀翼の奇術師
- クレヨンしんちゃん 嵐を呼ぶ!夕陽のカスカベボーイズ
- APPLESEED アップルシード
- 世界の中心で、愛をさけぶ
- 下妻物語
- 海猿
- 劇場版ポケットモンスター アドバンスジェネレーション 裂空の訪問者 デオキシス
- スチームボーイ
- 劇場版 NARUTO -ナルト- 大活劇!雪姫忍法帖だってばよ!!
- NIN×NIN 忍者ハットリくん THE MOVIE
- スウィングガールズ
- SURVIVE STYLE5+ (PG-12)
- 感染 (PG-12)
- 予言
- 笑の大学
- いま、会いにゆきます
- ハウルの動く城
- ゴジラ FINAL WARS
- 犬夜叉 紅蓮の蓬莱島 (同時上映は「劇場版 とっとこハム太郎 はむはむぱらだいちゅ! ハム太郎とふしぎのオニの絵本塔」)

## 2005年
- 東京タワー (PG-12)
- レイクサイド マーダーケース (R-15)
- 着信アリ2
- ローレライ
- 劇場版 ロックマンエグゼ 光と闇の遺産
- あずみ2 Death or Love (PG-12)
- 名探偵コナン 水平線上の陰謀
- クレヨンしんちゃん 伝説を呼ぶブリブリ 3分ポッキリ大進撃
- 交渉人 真下正義
- 戦国自衛隊1549
- 電車男
- 劇場版ポケットモンスター アドバンスジェネレーション ミュウと波導の勇者 ルカリオ
- 星になった少年
- 劇場版 NARUTO -ナルト- 大激突!幻の地底遺跡だってばよ
- 容疑者 室井慎次
- NANA
- タッチ
- 蟬しぐれ
- この胸いっぱいの愛を
- 春の雪
- ALWAYS 三丁目の夕日
- あらしのよるに
- ブラック・ジャック ふたりの黒い医者
- 劇場版 甲虫王者ムシキング グレイテストチャンピオンへの道
- 劇場版 超星艦隊セイザーX 戦え!星の戦士たち

## 2006年
- 輪廻 (PG-12)
- THE 有頂天ホテル
- 単騎、千里を走る。
- サイレン 〜FORBIDDEN SIREN〜
- 県庁の星
- ドラえもん のび太の恐竜2006
- 真救世主伝説 北斗の拳 ラオウ伝 殉愛の章 (PG-12)
- 名探偵コナン 探偵たちの鎮魂歌
- クレヨンしんちゃん 伝説を呼ぶ 踊れ!アミーゴ!
- チェケラッチョ!!
- LIMIT OF LOVE 海猿
- 嫌われ松子の一生 (PG-12)
- TRICK 劇場版2
- 着信アリFinal
- 劇場版ポケットモンスター アドバンスジェネレーション ポケモンレンジャーと蒼海の王子 マナフィ
- 日本沈没
- ゲド戦記
- 劇場版 NARUTO -ナルト- 大興奮!みかづき島のアニマル騒動だってばよ
- ラフ ROUGH
- UDON
- シュガー&スパイス 風味絶佳
- 涙そうそう
- 虹の女神 Rainbow Song
- 7月24日通りのクリスマス
- NANA2
- 劇場版BLEACH MEMORIES OF NOBODY
- 劇場版どうぶつの森
- 犬神家の一族

## 2007年
- 愛の流刑地 (R-15)
- どろろ (PG-12)
- それでもボクはやってない
- バブルへGO!! タイムマシンはドラム式
- ドラえもん のび太の新魔界大冒険 〜7人の魔法使い〜
- バッテリー
- アンフェア the movie
- 秘密結社鷹の爪 THE MOVIE 総統は二度死ぬ (配給協力)
- 名探偵コナン 紺碧の棺
- クレヨンしんちゃん 嵐を呼ぶ 歌うケツだけ爆弾!
- 眉山-びざん-
- そのときは彼によろしく
- 舞妓Haaaan!!!
- 劇場版ポケットモンスター ダイヤモンド&パール ディアルガVSパルキアVSダークライ
- 西遊記
- 劇場版 NARUTO -ナルト- 疾風伝
- Life 天国で君に逢えたら
- HERO
- クローズド・ノート
- クローズZERO (PG-12)
- ALWAYS 続・三丁目の夕日
- 恋空
- 椿三十郎
- マリと子犬の物語
- スマイル 聖夜の奇跡
- えいがでとーじょー! たまごっち ドキドキ! うちゅーのまいごっち!?
- 劇場版BLEACH The DiamondDust Rebellion もう一つの氷輪丸

## 2008年
- 銀色のシーズン
- 陰日向に咲く
- チーム・バチスタの栄光
- ガチ☆ボーイ
- 映画ドラえもん のび太と緑の巨人伝
- 映画 クロサギ
- クレヨンしんちゃん ちょー嵐を呼ぶ 金矛の勇者
- 名探偵コナン 戦慄の楽譜
- 少林少女
- 砂時計
- 隠し砦の三悪人 THE LAST PRINCESS
- 山のあなた〜徳市の恋〜
- 秘密結社鷹の爪 THEMOVIEII 私を愛した黒烏龍茶 (配給協力)
- ザ・マジックアワー
- 花より男子〜ファイナル〜
- 崖の上のポニョ
- 劇場版ポケットモンスター ダイヤモンド&パール ギラティナと氷空の花束 シェイミ
- 劇場版 NARUTO -ナルト- 疾風伝 絆
- 20世紀少年
  - -第1章- 終わりの始まり
- デトロイト・メタル・シティ
- パコと魔法の絵本
- イキガミ
- 容疑者Xの献身
- ホームレス中学生
- ハッピーフライト
- 私は貝になりたい
- 劇場版MAJOR メジャー 友情の一球
- 劇場版BLEACH Fade to Black 君の名を呼ぶ
- 映画! たまごっち うちゅーいちハッピーな物語!?
- K-20 怪人二十面相・伝

## 2009年
- ピューと吹く!ジャガー いま吹くにゆきます (配給協力)
- 感染列島
- 誰も守ってくれない
- 20世紀少年
  - -第2章- 最後の希望
  - -最終章- ぼくらの旗
- ドラえもん 新・のび太の宇宙開拓史
- ジェネラル・ルージュの凱旋
- ホノカアボーイ
- クローズZERO II (PG-12)
- クレヨンしんちゃん オタケベ!カスカベ野生王国
- 名探偵コナン 漆黒の追跡者
- 余命1ヶ月の花嫁
- ROOKIES -卒業-
- ハゲタカ
- 真夏のオリオン
- ごくせん THE MOVIE
- 劇場版ポケットモンスター ダイヤモンド&パール アルセウス超克の時空へ
- アマルフィ 女神の報酬
- 劇場版 NARUTO -ナルト- 疾風伝 火の意志を継ぐ者
- ホッタラケの島 〜遥と魔法の鏡〜
- BALLAD 名もなき恋のうた
- キラー・ヴァージンロード
- 劇場版ペンギンの問題　幸せの青い鳥でごペンなさい
- カイジ 人生逆転ゲーム
- ヴィヨンの妻 〜桜桃とタンポポ〜 (PG-12)
- 僕の初恋をキミに捧ぐ
- 沈まぬ太陽
- なくもんか
- ゼロの焦点
- 曲がれ!スプーン
- 宇宙戦艦ヤマト 復活篇
- レイトン教授と永遠の歌姫
- ウルルの森の物語
- のだめカンタービレ 最終楽章 前編

## 2010年
- BANDAGE
- 秘密結社鷹の爪 THEMOVIE3 http://鷹の爪.jpは永遠に (配給協力)
- ゴールデンスランバー
- 食堂かたつむり
- 宝塚歌劇映画版 幻想歌舞劇 太王四神記 Ver.II 新たなる王の旅立ち (東宝映像事業部配給)
- LIAR GAME -The Final Stage- ライアーゲーム ザ・ファイナルステージ
- ドラえもん のび太の人魚大海戦
- ダーリンは外国人
- クレヨンしんちゃん 超時空!嵐を呼ぶオラの花嫁
- 名探偵コナン 天空の難破船
- のだめカンタービレ 最終楽章 後編
- 劇場版TRICK 霊能力者バトルロイヤル
- ボックス！
- 座頭市 THE LAST (PG12)
- テレシネマ7 (東宝映像事業部配給)
- 告白 (R15+)
- FLOWERS -フラワーズ-
- 踊る大捜査線 THE MOVIE3 ヤツらを解放せよ!
- 劇場版ポケットモンスター ダイヤモンド&パール 幻影の覇者 ゾロアーク
- 借りぐらしのアリエッティ
- 劇場版 NARUTO -ナルト- 疾風伝 ザ・ロストタワー
- ハナミズキ ~君と好きな人が百年続きますように
- 劇場版メタルファイト ベイブレードVS太陽 灼熱の侵略者ソルブレイズ
- Colorful -カラフル-
- Mr.Children / Split The Difference (東宝映像事業部配給)
- 悪人 (PG12)
- リサとガスパール　とびきりキュートなパリの住人 (東宝映像事業部配給)
- THE LAST MASSAGE 海猿 (3D/2D同時公開)
- 十三人の刺客 (PG12)
- 君に届け
- 映画版 月組・東京公演 ミュージカル スカーレット・ピンパーネル (東宝映像事業部配給)
- 雷桜
- SP THE MOTION PICTURE 野望篇
- SPACE BATTLESHIP ヤマト
- 劇場版 BLEACH 地獄篇
- クリスマスコンサート2010 しまじろう サンタのくにのオルゴール (東宝映像事業部配給)
- ノルウェイの森 (PG12)
- くまのがっこう 〜ジャッキーとケイティ〜
- チェブラーシカ
- 劇場版イナズマイレブン 最強軍団オーガ襲来 (3D/2D同時公開)

## 2011年
- 僕と妻の1778の物語
- DOCUMENTARY of AKB48 to be continued 10年後、少女たちは今の自分に何を思うのだろう? (東宝映像事業部配給)
- GANTZ (前後編共にPG12)
  - 前編
  - PERFECT ANSWER
- 太平洋の奇跡 -フォックスと呼ばれた男-
- あしたのジョー
- ドラえもん 新・のび太と鉄人兵団 〜はばたけ 天使たち〜
- SP THE MOTION PICTURE 革命篇
- クレヨンしんちゃん 嵐を呼ぶ黄金のスパイ大作戦
- 名探偵コナン 沈黙の15分
- きかんしゃトーマス ミスティアイランド レスキュー大作戦!! (東宝映像事業部配給)
- 阪急電車 片道15分の奇跡
- 岳 -ガク-
- プリンセス トヨトミ
- もし高校野球の女子マネージャーがドラッカーの『マネジメント』を読んだら
- 星守る犬
- アンダルシア 女神の報復
- 劇場版ポケットモンスター ベストウイッシュ ビクティニと黒き英雄 ゼクロム・白き英雄 レシラム
- コクリコ坂から
- ロック 〜わんこの島〜
- 劇場版 NARUTO -ナルト- ブラッド・プリズン
- 神様のカルテ
- 監督失格 (東宝映像事業部配給)
- アンフェア the answer
- モテキ
- DOG×POLICE 純白の絆
- ステキな金縛り
- カイジ2 人生奪回ゲーム
- 映画 怪物くん (3D/2D同時公開)
- 源氏物語 千年の謎
- friends もののけ島のナキ (3D/2D同時公開)
- 劇場版イナズマイレブンGO 究極の絆 グリフォン (3D/2D同時公開)

## 2012年
- ロボジー
- ALWAYS 三丁目の夕日'64 (3D/2D同時公開)
- DOCUMENTARY of AKB48 Show must go on 少女たちは傷つきながら、夢を見る (東宝映像事業部配給)
- 麒麟の翼 〜劇場版・新参者〜
- 日本列島 いきものたちの物語
- 逆転裁判
- POV〜呪われたフィルム〜 (東宝映像事業部配給)
- ドラえもん のび太と奇跡の島 〜アニマル アドベンチャー〜
- LIAR GAME -再生-
- 僕等がいた (アスミック・エースとの共同配給)
  - 前篇
  - 後篇
- 劇場版 SPEC〜天〜
- クレヨンしんちゃん 嵐を呼ぶ!オラと宇宙のプリンセス
- 名探偵コナン 11人目のストライカー
- テルマエ・ロマエ
- 宇宙兄弟
- 映画紙兎ロペ つか、夏休みラスイチってマジっすか!? (東宝映像事業部配給)
- ガール
- 映画 ホタルノヒカリ
- Beyond the ONEDAY 〜Story of 2PM & 2AM〜 (東宝映像事業部配給)
- BRAVE HEARTS 海猿
- 劇場版ポケットモンスター ベストウイッシュ キュレムVS聖剣士 ケルディオ
- おおかみこどもの雨と雪
- エイトレンジャー
- ROAD TO NINJA -NARUTO THE MOVIE-
- Another (PG12)
- 映画ジュエルペット スウィーツダンスプリンセス (東宝映像事業部配給)
- UVERworld DOCUMENTARY THE SONG (東宝映像事業部配給)
- あなたへ
- 踊る大捜査線 THE FINAL 新たなる希望
- ツナグ
- 終の信託 (PG12)
- のぼうの城 (アスミック・エースとの共同配給)
- 悪の教典 (R15+)
- 任侠ヘルパー
- 綱引いちゃった!
- 劇場版イナズマイレブンGO vs ダンボール戦機W
- 復活　尾崎豊 YOKOHAMA ARENA 1991.5.20 (東宝映像事業部配給)
- 今日、恋をはじめます
- 映画 妖怪人間ベム
- 青の祓魔師 ―劇場版―

## 2013年
- 劇場版 HUNTER×HUNTER 緋色の幻影
- ストロベリーナイト (PG12)
- DOCUMENTARY of AKB48 NO FLOWER WITHOUT RAIN 少女たちは涙の後に何を見る? (東宝映像事業部配給)
- 脳男 (PG12)
- ドラえもん のび太のひみつ道具博物館
- 劇場版しまじろうのわお! しまじろうとフフのだいぼうけん すくえ！七色の花 (東宝映像事業部配給)
- プラチナデータ
- コドモ警察 (東宝映像事業部配給)
- だいじょうぶ3組
- ナオト・インティライミ冒険記 旅歌ダイアリー (東宝映像事業部配給)
- 映画はなかっぱ 花さけ!パッカ〜ん♪ 蝶の国の大冒険（東宝映像事業部配給）
- クレヨンしんちゃん バカうまっ!B級グルメサバイバル!!
- 名探偵コナン 絶海の探偵
- 図書館戦争
- 聖☆おにいさん (東宝映像事業部配給)
- 県庁おもてなし課
- 言の葉の庭 (東宝映像事業部配給)
- リアル〜完全なる首長竜の日〜
- 奇跡のリンゴ
- 絶叫学級 (東宝映像事業部配給)
- 攻殻機動隊ARISE (東宝映像事業部配給)
  - border:1 Ghost Pain
  - border:2 Ghost Whispers
- ゴッドタン キス我慢選手権 THE MOVIE (東宝映像事業部配給) (PG12)
- 真夏の方程式
- 劇場版ポケットモンスター ベストウイッシュ 神速のゲノセクト ミュウツー覚醒
- 風立ちぬ
- 映画 謎解きはディナーのあとで
- 少年H
- ガッチャマン
- 秘密結社鷹の爪 鷹の爪GO 〜美しきエリエール消臭プラス〜 (東宝映像事業部配給)
- 劇場版 ATARU THE FIRST LOVE & THE LAST KILL
- 謝罪の王様
- 豪華3本立て!トミカ・プラレール映画まつり (東宝映像事業部配給)
- 陽だまりの彼女 (アスミック・エースとの共同製作・配給)
- 潔く柔く
- 劇場版 SPEC〜結〜 (2部作)
  - 漸(ゼン)ノ編
  - 爻(コウ)ノ編
- JUDGE/ジャッジ (東宝映像事業部配給)
- 清須会議
- 夢と狂気の王国
- かぐや姫の物語
- ルパン三世VS名探偵コナン THE MOVIE
- カノジョは嘘を愛しすぎてる
- 永遠の0
- 劇場版 HUNTER×HUNTER -The LAST MISSION-

## 2014年
- Wake Up,Girls! 七人のアイドル (東宝映像事業部配給)
- トリック劇場版 ラストステージ
- The Story of CNBLUE/NEVER STOP (東宝映像事業部配給)
- 抱きしめたい -真実の物語-
- ニシノユキヒコの恋と冒険 (東宝映像事業部配給)
- 土竜の唄 潜入捜査官REIJI
- アニメミライ 2014 (東宝映像事業部配給)
- 銀の匙 Silver Spoon
- ドラえもん 新・のび太の大魔境 〜ペコと5人の探検隊〜
- しまじろうとくじらのうた (東宝映像事業部配給)
- 神様のカルテ2
- 映画 チーム・バチスタFINAL ケルベロスの肖像
- 大人ドロップ (東宝映像事業部配給)
- クローズEXPLODE (PG12)
- クレヨンしんちゃん ガチンコ!逆襲のロボとーちゃん
- 名探偵コナン 異次元の狙撃手
- テルマエ・ロマエII
- 三谷幸喜 大空港2013 (東宝映像事業部配給)
- 悪夢ちゃん The 夢ovie
- WOOD JOB! 〜神去なあなあ日常〜
- 闇金ウシジマくん Part2 (東宝映像事業部、S・D・P配給) (PG12)
- 青天の霹靂
- 薔薇色のブー子 (東宝映像事業部配給)
- 万能鑑定士Q -モナ・リザの瞳-
- イナズマイレブン 超次元ドリームマッチ (東宝映像事業部配給)
- 春を背負って
- 攻殻機動隊ARISE (東宝映像事業部配給)
  - border:3　Ghost Tears
  - border:4 Ghost Stands Alone
- 円卓 こっこ、ひと夏のイマジン (東宝映像事業部配給)
- DOCUMENTARY of AKB48 The time has come 少女たちは、今、その背中に何を想う? (東宝映像事業部配給)
- ポケモン・ザ・ムービーXY 破壊の繭とディアンシー
- 思い出のマーニー
- エイトレンジャー2
- GODZILLA ゴジラ (3D/IMAX3D同時公開)
- STAND BY ME ドラえもん (3D/2D同時公開)
- TOKYO FANTASY  SEKAI NO OWARI (東宝映像事業部配給)
- ガンダム Gのレコンギスタ 特別先行版 (東宝映像事業部配給)
- ルパン三世
- 舞妓はレディ
- 弱虫ペダル Re：RIDE (東宝映像事業部配給)
- 蜩ノ記
- 近キョリ恋愛 (東宝映像事業部配給)
- ゴッドタン キス我慢選手権 THE MOVIE2 サイキック・ラブ (東宝映像事業部配給) (PG12)
- クローバー
- 神さまの言うとおり (R15+)
- MIRACLE デビクロくんの恋と魔法 (アスミック・エースとの共同配給)
- 寄生獣 (PG12)
- BUMP OF CHICKEN "WILLPOLIS 2014" 劇場版 (東宝映像事業部配給)
- THE LAST -NARUTO THE MOVIE-
- アオハライド
- 映画 妖怪ウォッチ 誕生の秘密だニャン!
- バンクーバーの朝日

## 2015年
- 劇場版 PSYCHO-PASS サイコパス (東宝映像事業部配給) (R15+)
- 映画 ST 赤と白の捜査ファイル
- ジョーカー・ゲーム
- テラスハウス クロージング・ドア
- アイドルの涙 DOCUMENTARY of SKE48 (東宝映像事業部配給)
- 劇場版 シドニアの騎士 (東宝映像事業部配給)
- ドラえもん のび太の宇宙英雄記
- しまじろうとおおきなき (東宝映像事業部配給)
- 風に立つライオン
- ストロボ・エッジ
- 暗殺教室
- エイプリルフールズ
- クレヨンしんちゃん オラの引越し物語 サボテン大襲撃
- 名探偵コナン 業火の向日葵
- 寄生獣 完結編 (PG12)
- 映画 ビリギャル
- 脳内ポイズンベリー
- イニシエーション・ラブ
- 台風のノルダ (東宝映像事業部配給)
- 予告犯
- 弱虫ペダル (東宝映像事業部配給)
  - 弱虫ペダルRe:ROAD
  - 劇場版 弱虫ペダル
- 海街diary (ギャガと共同配給)
- 攻殻機動隊 新劇場版 (東宝映像事業部配給)
- 劇場版総集編 『ハイキュー!! 』 (東宝映像事業部配給)
  - 前編 『終わりと始まり』
  - 後編 『勝者と敗者』
- 悲しみの忘れ方 Documentary of 乃木坂46 (東宝映像事業部配給)
- バケモノの子
- HERO
- ポケモン・ザ・ムービーXY 光輪の超魔神 フーパ
- 進撃の巨人 ATTACK ON TITAN (PG12) (IMAX/4D同時公開)
  - 進撃の巨人 ATTACK ON TITAN
  - 進撃の巨人 ATTACK ON TITAN エンド オブ ザ ワールド
- BORUTO -NARUTO THE MOVIE-
- S -最後の警官- 奪還 RECOVERY OF OUR FUTURE
- アンフェア the end
- 内村さまぁ〜ず THE MOVIE エンジェル (東宝映像事業部配給)
- Wake Up, Girls！ (東宝映像事業部配給)
  - 青春の影
  - Beyond the Bottom
- 屍者の帝国 (東宝映像事業部配給)
- バクマン。
- リトルウィッチアカデミア 魔法仕掛けのパレード (東宝映像事業部配給)
- 図書館戦争 -THE LAST MISSION-
- 探検隊の栄光 (東宝映像事業部配給)
- ギャラクシー街道
- 俺物語!!
- 劇場版 MOZU (PG12)
- ハーモニー (東宝映像事業部配給) (PG12)
- 亜人 -衝動- (東宝映像事業部配給) (PG12)
- 杉原千畝 スギハラチウネ
- orange
- 映画 妖怪ウォッチ エンマ大王と5つの物語だニャン!
- 映画ちびまる子ちゃん イタリアから来た少年

## 2016年
- 傷物語 (東宝映像事業部配給)
  - 〈Ⅰ鉄血篇〉
  - 〈Ⅱ熱血篇〉(PG12)
- 人生の約束
- 信長協奏曲
- 道頓堀よ、泣かせてくれ! DOCUMENTARY of NMB48 (東宝映像事業部配給)
- 尾崎支配人が泣いた夜 DOCUMENTARY of HKT48 (東宝映像事業部配給)
- Born in the EXILE 〜三代目J Soul Brothersの奇跡〜 (東宝映像事業部配給)
- ドラえもん 新・のび太の日本誕生
- しまじろうと えほんのくに (東宝映像事業部配給)
- RADWIMPSのHESONOO Documentary Film (東宝映像事業部配給)
- エヴェレスト 神々の山嶺 (アスミック・エースとの共同配給)
- ちはやふる
  - 上の句
  - 下の句
- 映画 暗殺教室〜卒業編〜
- クレヨンしんちゃん 爆睡!ユメミーワールド大突撃
- 名探偵コナン 純黒の悪夢 (4Dは2018年2月10日より公開)
- アイアムアヒーロー (R15+)
- 亜人 (東宝映像事業部配給) (ともにPG12)
  - -衝突-
  - -衝戟-
- 64-ロクヨン-
  - 前編
  - 後編
- 世界から猫が消えたなら
- ガルム・ウォーズ (東宝映像事業部配給)
- 高台家の人々
- TOO YOUNG TO DIE! 若くして死ぬ (アスミック・エースとの共同配給)
- DOCUMENT OF KYOSUKE HIMURO “POSTSCRIPT“ (東宝映像事業部配給)
- 存在する理由 DOCUMENTARY of AKB48 (東宝映像事業部配給)
- ポケモン・ザ・ムービーXY&Z ボルケニオンと機巧のマギアナ
- シン・ゴジラ (IMAX/4D同時公開)
- ルドルフとイッパイアッテナ (3D/2D同時公開)
- 青空エール
- 君の名は。 (IMAXは2017年1月13日より公開)
- 後妻業の女 (PG12)
- 弱虫ペダル SPARE BIKE (東宝映像事業部配給)
- 四月は君の嘘
- レッドタートル ある島の物語
- 怒り (PG12)
- 闇金ウシジマくん (東宝映像事業部とS・D・P配給) (ともにPG12)
  - Part3
  - ザ・ファイナル
- SCOOP! (PG12)
- グッドモーニングショー
- GANTZ:O (東宝映像事業部配給) (PG12) (4D同時公開)
- 何者
- 劇場版 マジェスティックプリンス 覚醒の遺伝子 (東宝映像事業部配給)
- 映画 ボクの妻と結婚してください。
- orange ー未来ー (東宝映像事業部配給)
- CYBORG009 CALL OF JUSTICE (東宝映像事業部配給)
  - 第1章
  - 第2章
  - 第3章
- L -エル- (東宝映像事業部配給)
- 海賊とよばれた男
- 映画 妖怪ウォッチ 空飛ぶクジラとダブル世界の大冒険だニャン!
- ぼくは明日、昨日のきみとデートする
- 土竜の唄 香港狂騒曲

## 2017年
- 傷物語〈Ⅲ冷血篇〉 (東宝映像事業部配給) (PG12)
- 本能寺ホテル
- 恋妻家宮本
- 虐殺器官 (東宝映像事業部配給) (R15+)
- サバイバルファミリー
- MY FIRST STORY DOCUMENTARY FILM -全心- (東宝映像事業部配給)
- We Are X (東宝映像事業部配給)
- ドラえもん のび太の南極カチコチ大冒険
- しまじろうとにじのオアシス (東宝映像事業部配給)
- チア☆ダン〜女子高生がチアダンスで全米制覇しちゃったホントの話〜
- 3月のライオン (アスミック・エースとの共同配給)
  - 前編
  - 後編
- ひるなかの流星
- 夜は短し歩けよ乙女 (東宝映像事業部配給)
- クレヨンしんちゃん 襲来!!宇宙人シリリ
- 名探偵コナン から紅の恋歌
- 映画かみさまみならい　ヒミツのここたま　奇跡をおこせ♪テップルとドキドキここたま界 (東宝映像事業部配給)
- 帝一の國
- 追憶
- 夜明け告げるルーのうた (東宝映像事業部配給)
- ちょっと今から仕事やめてくる
- 映画 山田孝之3D (東宝映像事業部配給)
- 昼顔
- 忍びの国
- メアリと魔女の花
- 劇場版ポケットモンスター キミにきめた!
- 君の膵臓をたべたい
- ジョジョの奇妙な冒険 ダイヤモンドは砕けない 第一章 (ワーナー ブラザース ジャパンとの共同製作・配給)
- 打ち上げ花火、下から見るか? 横から見るか?
- 映画くまのがっこう＆ふうせんいぬティニー (東宝映像事業部配給)
- 関ヶ原 (アスミック・エースとの共同配給)
- 三度目の殺人 (ギャガとの共同配給)
- 劇場版総集編『ハイキュー!!』 (東宝映像事業部配給)
  - 才能とセンス
  - コンセプトの戦い
- 奥田民生になりたいボーイと出会う男すべて狂わせるガール
- あさひなぐ (東宝映像事業部配給)
- 亜人 (IMAX/4D同時公開)
- ナラタージュ (アスミック・エースとの共同配給)
- 弱虫ペダル Re:GENERATION (東宝映像事業部配給)
- ミックス。
- ラストレシピ〜麒麟の舌の記憶〜
- GODZILLA 怪獣惑星 (東宝映像事業部配給)
- 火花
- 劇場版総集編アニメ『刀剣乱舞-花丸-』〜幕間回想録〜 (東宝映像事業部配給)
- DESTINY 鎌倉ものがたり
- 映画 妖怪ウォッチ シャドウサイド 鬼王の復活
- 未成年だけどコドモじゃない

## 2018年
- 嘘を愛する女
- 祈りの幕が下りる時
- 空海-KU-KAI- 美しき王妃の謎
- ドラえもん のび太の宝島
- 映画しまじろう　まほうのしまのだいぼうけん (東宝映像事業部配給)
- 坂道のアポロン
- ちはやふる-結び-
- Kalafina 10th Anniversary Film 〜夢が紡ぐ輝きのハーモニー〜 (東宝映像事業部配給)
- 名探偵コナン ゼロの執行人 (4Dは10月19日より公開)
- クレヨンしんちゃん 爆盛!カンフーボーイズ〜拉麺大乱〜
- いぬやしき
- となりの怪物くん
- ラプラスの魔女
- のみとり侍 (R15+)
- GODZILLA (東宝映像事業部配給)
  - 決戦機動増殖都市
  - 星を喰う者
- 恋は雨上がりのように
- OVER DRIVE
- 羊と鋼の森
- 劇場版ポケットモンスター みんなの物語
- 未来のミライ
- 劇場版 コード・ブルー ‐ドクターヘリ緊急救命‐ (4Dは8月17日より公開)
- センセイ君主
- 僕のヒーローアカデミア　THE MOVIE 〜2人の英雄〜 (4D版「4D PLUS ULTRA」は2019年1月11日より公開)
- ペンギン・ハイウェイ (東宝映像事業部配給)
- 検察側の罪人
- ちいさな英雄-カニとタマゴと透明人間-
- SUNNY 強い気持ち・強い愛 (PG12)
- 累 -かさね-
- 劇場版「フリクリ」 (東宝映像事業部配給)
  - オルタナ
  - プログレ
- 響 -HIBIKI-
- コーヒーが冷めないうちに
- 散り椿
- 億男
- スマホを落としただけなのに
- Burn the Stage:the Movie (東宝映像事業部配給)
- 来る (PG12)
- 映画 妖怪ウォッチ FOREVER FRIENDS
- ニセコイ

## 2019年
- マスカレード・ホテル
- 映画刀剣乱舞-継承- (東宝映像事業部配給)
- PSYCHO-PASS サイコパス Sinners of the System (東宝映像事業部配給) (PG12) (4D同時公開)
  - Case.1 罪と罰
  - Case.2 First Guardian
  - Case.3 恩讐の彼方に＿＿
- 七つの会議
- フォルトゥナの瞳
- ドラえもん のび太の月面探査記
- 君は月夜に光り輝く
- 映画しまじろう しまじろうとうるるのヒーローランド (東宝映像事業部配給)
- PRINCE OF LEGEND
- 名探偵コナン 紺青の拳 (4Dは8月23日より公開)
- キングダム (ソニー・ピクチャーズと共同配給)
- クレヨンしんちゃん 新婚旅行ハリケーン 〜失われたひろし〜
- 名探偵ピカチュウ (4D/ScreenX/ドルビーシネマ3D同時公開、IMAX3Dは5月17日より公開)
- コンフィデンスマンJP -ロマンス編-
- プロメア (東宝映像事業部配給) (4Dは10月18日より公開)
- ゴジラ キング・オブ・モンスターズ (IMAX3D/4D/ScreenX/ドルビーシネマ3D同時公開)
- 海獣の子供 (東宝映像事業部配給)
- きみと、波にのれたら
- いつのまにか、ここにいる Documentary of 乃木坂46 (東宝映像事業部配給)
- ミュウツーの逆襲 EVOLUTION (4D同時公開)
- 天気の子 (IMAX同時公開、4Dは9月27日より公開)
- アルキメデスの大戦
- ドラゴンクエスト ユア・ストーリー
- BRING THE SOUL: THE MOVIE (東宝映像事業部配給)
- 劇場版 おっさんずラブ 〜LOVE or DEAD〜 (アスミック・エースが配給協力)
- かぐや様は告らせたい〜天才たちの恋愛頭脳戦〜
- 記憶にございません!
- HELLO WORLD
- 蜜蜂と遠雷
- 空の青さを知る人よ
- キミだけにモテたいんだ。 (東宝映像事業部配給)
- マチネの終わりに
- HUMAN LOST 人間失格 (東宝映像事業部配給) (PG12)
- ルパン三世 THE FIRST (4D同時公開)
- 屍人荘の殺人
- 映画 妖怪学園Y 猫はHEROになれるか
- 僕のヒーローアカデミア THE MOVIE ヒーローズ:ライジング (4Dは2020年1月24日より公開)
- 劇場版 新幹線変形ロボ シンカリオン 未来からきた神速のALFA-X (東宝映像事業部配給)

## 2020年
- カイジ ファイナルゲーム
- ラストレター
- RADWIMPS「ANTI ANTI GENERATION TOUR 2019 the Film」 (東宝映像事業部配給)
- ヲタクに恋は難しい
- MAN WITH A MISSION THE MOVIE TRACE the HISTORY (東宝映像事業部配給)
- スマホを落としただけなのに 囚われの殺人鬼
- 貴族誕生 -PRINCE OF LEGEND-
- 弥生、三月-君を愛した30年-
- PSYCHO-PASS サイコパス 3 FIRST INSPECTOR (東宝映像事業部配給)
- AKIRA (PG12) (IMAX/ドルビーシネマ[注釈 1])
- 泣きたい私は猫をかぶる (東宝映像事業部配給) (Netflixによる独占公開)
- 風の谷のナウシカ[注釈 2]
- 今日から俺は!!劇場版
- コンフィデンスマンJP -プリンセス編-
- ドラえもん のび太の新恐竜
- 思い、思われ、ふり、ふられ
- 糸
- 青くて痛くて脆い
- 僕たちの嘘と真実 Documentary of 欅坂46 (東宝映像事業部配給)
- クレヨンしんちゃん　激突! ラクガキングダムとほぼ四人の勇者
- アニメーション映画「思い、思われ、ふり、ふられ」
- 映像研には手を出すな! (東宝映像事業部配給)
- 浅田家!
- 劇場版「鬼滅の刃」無限列車編 (アニプレックスとの共同配給) (PG12) (IMAX同時公開、4Dは12月26日、ドルビーシネマは2021年3月27日より公開)
- オレたち応援屋!! (東宝映像事業部配給)
- 罪の声
- STAND BY ME ドラえもん 2 (IMAX同時公開)
- ヱヴァンゲリヲン新劇場版:序 (2D/4D同時公開[注釈 3])
- 新解釈・三國志
- ヱヴァンゲリヲン新劇場版:破 (2D/4D同時公開[注釈 4])
- 約束のネバーランド
- ヱヴァンゲリヲン新劇場版:Q (2D/4D同時公開[注釈 5])
- 映画 えんとつ町のプペル (吉本興業との共同配給)
- 劇場版ポケットモンスター ココ

## 2021年
- 新世紀エヴァンゲリオン劇場版 DEATH (TRUE)2 / Air / まごころを、君に[注釈 6]
- ヱヴァンゲリヲン新劇場版:Q EVANGELION:3.333 YOU CAN (NOT) REDO. (IMAX公開[注釈 7])
- Endless SHOCK (東宝映像事業部配給)
- 名探偵コナン 緋色の不在証明
- GET OVER -JAM Project THE MOVIE- (東宝映像事業部配給)
- シン・エヴァンゲリオン劇場版𝄇 (東映、カラーとの共同配給) (IMAX/4D同時公開、ドルビーシネマは6月12日より公開)
- ブレイブ -群青戦記- (PG12)
- 映画しまじろう しまじろうと そらとぶふね (東宝映像事業部配給)
- 奥様は、取り扱い注意
- モンスターハンター (東和ピクチャーズとの共同配給) (IMAX3D/4D/ドルビーシネマ3D同時公開)
- 劇場版 シグナル 長期未解決事件捜査班
- あんさんぶるスターズ!!ES Music Garden - Delay Viewing - (東宝映像事業部配給)
- バイプレイヤーズ 〜もしも100人の名脇役が映画を作ったら〜 (東宝映像事業部配給)
- 名探偵コナン 緋色の弾丸 (IMAX/4D/ドルビーシネマ同時公開)
- キャラクター (PG12)
- ヒノマルソウル〜舞台裏の英雄たち〜
- 夏への扉 -キミのいる未来へ- (アニプレックスとの共同配給)
- ゴジラvsコング (IMAX3D/4D/ドルビーシネマ3D同時公開)
- 100日間生きたワニ
- 竜とそばかすの姫 (IMAX同時公開、ドルビーシネマは9月10日、MX4Dは10月22日より公開)
- 映画『とびだせ!ならせ! PUI PUI モルカー』 (東宝映像事業部配給) (3D/MX4D同時公開)
- クレヨンしんちゃん 謎メキ!花の天カス学園
- 僕のヒーローアカデミア THE MOVIE ワールド ヒーローズ ミッション (4Dは8月28日より公開)
- 妖怪大戦争 ガーディアンズ (KADOKAWAとの共同配給)
- かぐや様は告らせたい〜天才たちの恋愛頭脳戦〜ファイナル
- 劇場版 アーヤと魔女 (ドルビーシネマ同時公開)
- マスカレード・ナイト
- <『ルパン三世』アニメ化50周年記念上映 > (東宝映像事業部配給) [注釈 8]
- 燃えよ剣 (アスミック・エースとの共同配給)
- 劇場版「きのう何食べた?」
- 土竜の唄 FINAL
- 映画ドラえもん のび太の宇宙小戦争 (1985年版リバイバル上映)[注釈 9]
- 劇場版 舞台『刀剣乱舞』虚伝 燃ゆる本能寺 (東宝映像事業部配給)[19]
- あなたの番です 劇場版
- 劇場版 呪術廻戦 0 (IMAX同時公開、ドルビーシネマ/4Dは2022年2月5日より公開)

## 2022年
- コンフィデンスマンJP 英雄編
- 鹿の王 ユナと約束の旅
- Still Dreamin’-布袋寅泰 情熱と栄光のギタリズム- (東宝映像事業部配給)
- ドラえもん のび太の宇宙小戦争 2021
- JO1 THE MOVIE 『未完成』-Go to the TOP- (東宝映像事業部配給)
- 映画しまじろう『しまじろうと キラキラおうこくの おうじさま』 (東宝映像事業部配給)
- KAPPEI カッペイ
- 映画『おそ松さん』
- 名探偵コナン ハロウィンの花嫁 (IMAX/4D/ドルビーシネマ同時公開)
- クレヨンしんちゃん もののけニンジャ珍風伝
- 劇場版ラジエーションハウス
- シン・ウルトラマン (IMAX同時公開、4D/ドルビーシネマは6月10日より公開)
- 特『刀剣乱舞-花丸-』 (東宝映像事業部配給)
  - 特『刀剣乱舞-花丸-』〜雪ノ巻〜
  - 特『刀剣乱舞-花丸-』〜月ノ巻〜
  - 特『刀剣乱舞-花丸-』〜華の巻〜
- 東京2020オリンピック
  - 東京2020オリンピック SIDE:A
  - 東京2020オリンピック SIDE:B
- 劇場版 からかい上手の高木さん (東宝映像事業部配給)
- バスカヴィル家の犬 シャーロック劇場版
- キングダム2 遥かなる大地へ (ソニー・ピクチャーズと共同配給) (IMAX/4D/ドルビーシネマ同時公開)
- ゴーストブック おばけずかん
- 今夜、世界からこの恋が消えても
- 夏の思い出、ゲットだぜ! 25周年ポケモン映画祭[注釈 10]
- アキラとあきら
- 百花
- 沈黙のパレード
- ならせ!PUI PUIモルカー+DRIVING SCHOOL 予習編 (東宝映像事業部配給)
- 新海誠IMAX映画祭[注釈 11]
- 七人の秘書 THE MOVIE
- 線は、僕を描く
- すずめの戸締まり (IMAX同時公開、ドルビーシネマは12月24日より公開)
- 公開40周年記念 特別4K上映『スペースアドベンチャー コブラ』 (東宝映像事業部配給) [注釈 12]
- ラーゲリより愛を込めて
- Dr.コトー診療所
- ブラックナイトパレード
- Mr.Children「GIFT for you」 (東宝映像事業部配給)

## 2023年
- TVシリーズ特別編集版「名探偵コナン 灰原哀物語～黒鉄のミステリートレイン～」
- 映画 イチケイのカラス
- 劇場総集編「SSSS.GRIDMAN」 (東宝映像事業部配給)
- ワールドツアー上映「鬼滅の刃」上弦集結、そして刀鍛冶の里へ (アニプレックスとの共同配給) (PG12) (IMAX同時公開、ドルビーシネマ・4Dは2月25日より公開)
- BLUE GIANT (東宝映像事業部配給)
- 湯道
- ドラえもん のび太と空の理想郷
- 劇場総集編「SSSS.DYNAZENON」 (東宝映像事業部配給)
- わたしの幸せな結婚
- グリッドマン ユニバース (東宝映像事業部配給)
- 映画刀剣乱舞-黎明- (4D同時公開)
- 生きる LIVING
- 名探偵コナン 黒鉄の魚影 (IMAX/4D/ドルビーシネマ同時公開)
- 劇場版 TOKYO MER～走る緊急救命室～
- 劇場版 PSYCHO-PASS サイコパス PROVIDENCE (東宝映像事業部配給) (R15+) (4D同時公開）
- 最後まで行く
- 怪物 (ギャガとの共同配給)
- 君たちはどう生きるか (IMAX/ドルビーシネマ同時公開)
- キングダム 運命の炎 (ソニー・ピクチャーズと共同配給) (IMAX/4D/ドルビーシネマ同時公開)
- しん次元! クレヨンしんちゃん THE MOVIE 超能力大決戦 〜とべとべ手巻き寿司〜
- SAND LAND (IMAX/4D同時公開)
- YOSHIKI: UNDER THE SKY
- ミステリと言う勿れ
- 沈黙の艦隊 (IMAX同時公開)
- アナログ (アスミック・エースとの共同配給)
- ゆとりですがなにか インターナショナル
- ゴジラ-1.0 (IMAX/4D/ScreenX/ドルビーシネマ同時公開)
- 首 (KADOKAWAとの共同配給) (R15+) (IMAX同時公開)
- 窓ぎわのトットちゃん
- 屋根裏のラジャー (IMAX/ドルビーシネマ同時公開)
- 劇場版 SPY×FAMILY CODE: White (IMAX同時公開、ドルビーシネマは12月29日より公開、4Dは2024年2月10日より公開)

## 2024年
- TVシリーズ特別編集版『名探偵コナン vs. 怪盗キッド』
- ゴジラ-1.0/C
- ゴールデンカムイ (PG12) (IMAX同時公開、4Dは2月16日より公開)
- 劇場版 君と世界が終わる日に FINAL (PG12)
- 「鬼滅の刃」絆の奇跡、そして柱稽古へ (PG12) (アニプレックスとの共同配給) (IMAX同時公開、ドルビーシネマ・4Dは2月23日より公開)
- 劇場版ハイキュー!! ゴミ捨て場の決戦 (IMAX同時公開、4D・ドルビーシネマは3月9日より公開)
- 映画ドラえもん のび太の地球交響楽
- 映画しまじろう ミラクルじまの なないろカーネーション (TOHO NEXT配給)
- 変な家
- 四月になれば彼女は
- 名探偵コナン 100万ドルの五稜星 (IMAX/4D/ドルビーシネマ同時公開)
- ゴジラxコング 新たなる帝国 (IMAX/4D/ScreenX/ドルビーシネマ同時公開)
- 劇場用再編集版『ウマ娘 プリティーダービー ROAD TO THE TOP』 (TOHO NEXT配給)
- ウマ娘 プリティーダービー 新時代の扉 (4Dは6月8日より公開)
- からかい上手の高木さん
- ディア・ファミリー
- おいハンサム!!
- GEMNIBUS vol.1 (TOHO NEXT配給)
- キングダム 大将軍の帰還 (ソニー・ピクチャーズと共同配給) (IMAX/4D/ScreenX/ドルビーシネマ同時公開)
- 化け猫あんずちゃん (TOHO NEXT配給)
- もしも徳川家康が総理大臣になったら
- 僕のヒーローアカデミア THE MOVIE ユアネクスト (IMAX/4D/ドルビーシネマ同時公開)
- クレヨンしんちゃん オラたちの恐竜日記
- 刀剣乱舞 廻 -々伝 近し侍らうものら- (TOHO NEXT配給)
- ラストマイル
- きみの色 (IMAX同時公開)
- スオミの話をしよう
- あの人が消えた (TOHO NEXT配給)
- ふれる。 (アニプレックスとの共同配給) (4D同時公開)
- 室井慎次 敗れざる者
- 劇場版 ACMA:GAME 最後の鍵
- スマホを落としただけなのに ～最終章～ ファイナル ハッキング ゲーム
- 室井慎次 生き続ける者
- 六人の嘘つきな大学生
- ジュブナイル 4Kデジタルリマスター
- PUI PUI モルカー ザ・ムービー MOLMAX (TOHO NEXT配給)
- 『ルパン三世 カリオストロの城』公開45周年記念上映 (TOHO NEXT配給) (IMAX同時公開)
- リターナー 4Kデジタルリマスター (PG12)
- 劇場版ドクターX
- NCT DREAM Mystery Lab: DREAM( )SCAPE in Cinemas (TOHO NEXT配給) (4DX/ScreenX同時公開)
- 映画 ふしぎ駄菓子屋 銭天堂
- 聖☆おにいさん THE MOVIE～ホーリーメンVS悪魔軍団～
- 映画 グランメゾン・パリ (ソニー・ピクチャーズと共同配給) (IMAX同時公開)

## 2025年
- 劇映画 孤独のグルメ
- Naniwa Danshi ASIA TOUR 2024+2025 '+Alpha' in SEOUL LIVE VIEWING (TOHO NEXT配給)
- 機動戦士Gundam GQuuuuuuX -Beginning- (バンダイナムコフィルムワークスと共同配給) (IMAX同時公開、4Dは2月22日より公開)
- アンダーニンジャ(4D同時公開)
- ベルサイユのばら (TOHO NEXTとエイベックス・ピクチャーズ配給)
- ファーストキス 1ST KISS
- 劇場版 トリリオンゲーム
- 映画 ヒプノシスマイク -Division Rap Battle- (TOHO NEXT配給)
- CONCERT『THE BEST New HISTORY COMING』大千穐楽ライブビューイング (TOHO NEXT配給)
- 映画ドラえもん のび太の絵世界物語
- お嬢と番犬くん
- 映画しまじろう しまじろうと ゆうきのうた (TOHO NEXT配給)
- ZEROBASEONE THE FIRST TOUR [TIMELESS WORLD] IN CINEMAS (TOHO NEXT配給) (4DX/ScreenX同時公開)
- 映画 少年と犬
- アニメ『怪獣8号』第1期総集編/同時上映「保科の休日」 (TOHO NEXT配給)
- 『Love Letter』【4Kリマスター】 (TOHO NEXT配給)
- 『鬼滅の刃』テレビシリーズ特別編集版 (アニプレックスと共同配給)
  - 鬼滅の刃 兄妹の絆
  - 鬼滅の刃 浅草編 (PG12)
  - 鬼滅の刃 鼓屋敷編 (PG12)
  - 鬼滅の刃 那田蜘蛛山編 (PG12)
  - 鬼滅の刃 柱合会議・蝶屋敷編(PG12)
  - 鬼滅の刃 遊郭潜入編
  - 鬼滅の刃 遊郭決戦編(PG12)
  - 鬼滅の刃 刀鍛冶の里 敵襲編 (PG12)
  - 鬼滅の刃 刀鍛冶の里 繋いだ絆編 (PG12)
  - 鬼滅の刃 柱稽古 開幕編 (PG12)
  - 鬼滅の刃 柱稽古 柱結集編 (PG12)
- 名探偵コナン 隻眼の残像 (IMAX/4D/ドルビーシネマ同時公開、ScreenXは5月30日より公開)
- #真相をお話しします
- 劇場版総集編 呪術廻戦 懐玉・玉折 （4Dは6月21日より公開）(TOHO NEXT配給) (PG12)
- 国宝 (PG12)
- ドールハウス
- CHA EUN-WOO VR CONCERT : MEMORIES (TOHO NEXT配給)
- LUPIN THE IIIRD THE MOVIE 不死身の血族（TOHO NEXT配給）(PG12)
- JO1 THE MOVIE『未完成』-Bon Voyage- (TOHO NEXTと吉本興業配給)
- 劇場版「鬼滅の刃」無限城編 第一章 猗窩座再来 (PG12) (アニプレックスと共同配給) (IMAX同時公開、ドルビーシネマは8月2日、4Dは8月30日より公開)
- 劇場版TOKYO MER〜走る緊急救命室〜南海ミッション (IMAX同時公開)
- クレヨンしんちゃん 超華麗!灼熱のカスカベダンサーズ
- 隣のステラ
- 8番出口 (IMAX同時公開)
- ブラック・ショーマン
- 劇場版 チェンソーマン レゼ篇
- 沈黙の艦隊 北極海大海戦 (4DX/ScreenX同時公開)
- 秒速5センチメートル
- INI THE MOVIE『I Need I』 (TOHO NEXT配給)
- 平場の月
- 果てしなきスカーレット
- 「Mrs. GREEN APPLE」ドキュメンタリーフィルム (仮) (TOHO NEXT配給)
- MGA MAGICAL 10 YEARS ANNIVERSARY LIVE ～FJORD～ ON SCREEN (TOHO NEXT配給) (IMAX同時公開)
- ロマンティック・キラー
- 新解釈・幕末伝
- 劇場版 緊急取調室 THE FINAL

## 2026年
- 実写映画『おそ松さん』第2弾 (仮)
- 恋愛裁判
- ほどなく、お別れです
- 映画 えんとつ町のプペル 〜約束の時計台〜 (CHIMNEY TOWNとの共同配給)
- 映画『キングダム』続編
- 「教場」映画プロジェクト
- 踊る大捜査線 N.E.W.
- SUKIYAKI 上を向いて歩こう
- 汝、星のごとく
- 劇場版 全領域異常解決室

## 時期未定
- 『ゴールデンカムイ』劇場版2 (仮)
- ゴジラ新作映画